# Panthera tigris amoyensis
La tigre della Cina meridionale o tigre cinese meridionale (cinese tradizionale:華南虎, cinese semplificato:华南虎, Panthera tigris amoyensis), nota anche come tigre cinese, di Amoy o di Xiamen, è una sottospecie di tigre originaria delle foreste della Cina meridionale.
La tigre della Cina meridionale è la terza sottospecie più piccola e la più criticamente minacciata delle sottospecie viventi di tigre. Gli esperti sostengono che in natura rimangano meno di 30 di queste tigri e che si estingueranno nel corso del prossimo decennio. Un esemplare è nato recentemente in una riserva in Sudafrica nel novembre 2007 ed è stata la prima nascita per questa sottospecie al di fuori della Cina. La tigre della Cina meridionale viene considerata come la tigre «basale», la sottospecie da cui si sono evolute tutte le altre tigri.
La tigre della Cina meridionale è stata recentemente classificata come una delle 10 specie animali più minacciate del mondo.
Alcuni autori ritengono che la tigre della Cina meridionale sia inclusa nella sottospecie Panthera tigris tigris, ma ciò è ancora oggetto di dibattito.

## Caratteristiche fisiche
La tigre della Cina meridionale è una delle più piccole sottospecie di tigre. I maschi misurano circa 2,5 m dalla testa alla coda e pesano circa 150 kg. Le femmine sono più piccole, misurando circa 2,3 m di lunghezza. Pesano approssimativamente sui 110 chilogrammi. Le brevi e larghe strisce della tigre della Cina meridionale sono piuttosto distanziate le une dalle altre rispetto a quelle delle tigri del Bengala e dell'Amur.

## Dieta
La tigre della Cina meridionale, come tutte le altre tigri, è esclusivamente carnivora. Caccia soprattutto ungulati. La tigre della Cina meridionale preferisce prede che pesano all'incirca tra i 10 e i 200 kg, e si sa che in passato, quando i suoi esemplari erano un po' più numerosi, si nutriva anche di bestiame, come vacche e capre. Sono cacciatrici esperte, tendendo agguati e seguendo le loro prede per ore. Le tigri della Cina meridionale hanno una velocità media di 56 km/h e sono quindi più veloci della maggior parte delle loro prede, ma non hanno abbastanza resistenza per mantenere a lungo la loro velocità di punta. Questi grandi felini uccidono le loro prede con un morso dietro il collo (tecnica usata solitamente per le prede di medie dimensioni) o le soffocano con un morso alla gola (tecnica usata solitamente per uccidere prede di grosse dimensioni). Le tigri della Cina meridionale si nutrono di quasi ogni cosa, compresi piccoli insetti. In passato molti uomini sono morti in seguito agli attacchi della tigre della Cina meridionale, e quando le loro popolazioni erano più numerose sappiamo anche dell'esistenza di divoratrici di uomini.

## Habitat

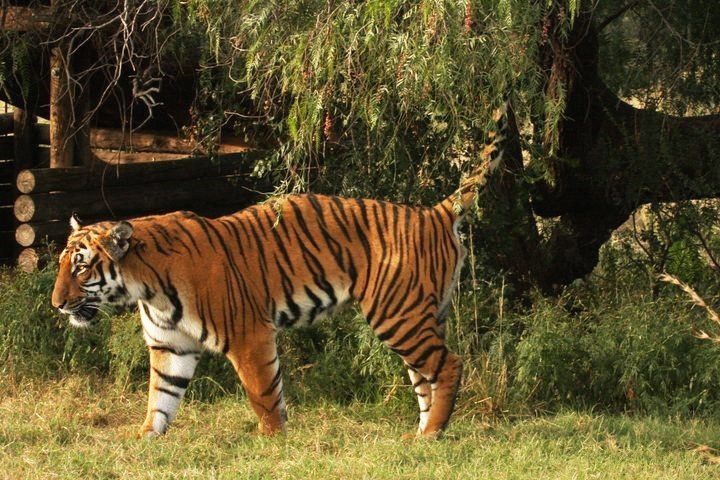
Una tigre che sta marcando il proprio territorio

La tigre della Cina meridionale, Panthera tigris amoyensis, in passato era molto numerosa nelle elevate foreste temperate della Cina meridionale. Oggi il suo vasto areale si è ridotto a tre aree isolate della Cina centro-meridionale, dove si dice che vivano ancora piccole e sfuggenti popolazioni sulle montagne ai confini tra le varie province. Come nel caso del furetto dai piedi neri, uno dei principali fattori del declino delle tigri della Cina meridionale è stato la distruzione delle sue prede fondamentali. Altri due importanti fattori che hanno contribuito a questo declino sono stati il bracconaggio e la frammentazione delle popolazioni. Le tigri della Cina meridionale, come altre sottospecie di tigre, vivono in folte giungle e anch'esse amano trascorrere del tempo in acqua.

## Persecuzione ed estinzione
Fino agli inizi del XX secolo, la tigre della Cina meridionale era diffusa in molte regioni della Cina meridionale e orientale. Nel 1959, Mao Zedong, al tempo del Grande balzo in avanti, dichiarò che la tigre ed altri predatori, come leopardi e lupi, erano nocivi e «nemici del popolo» ed iniziarono alcune campagne «anti-nocivi». Le tigri vennero considerate nocive poiché attaccavano gli allevatori e gli abitanti dei villaggi. Cominciando ad essere molto perseguitate, la loro popolazione selvatica passò da più di 4000 esemplari ai 200 del 1982. Il governo cinese rivide in seguito la classificazione della tigre, vietandone ovunque la caccia nel 1977, ma sembra che questo sia avvenuto troppo tardi. La tigre della Cina meridionale non è stata più vista in natura per più di 20 anni. Oggi la popolazione stimata della sottospecie della Cina meridionale si aggira su 60-90 individui che vivono solamente nelle province cinesi di Guangdong, Fujian, Hunan, Jiangxi e Zhejiang. Le tigri che vivono tuttora nella Cina sud-orientale appartengono alla sottospecie indocinese.

## Conservazione
Dal 1990, l'Amministrazione Forestale di Stato cinese ha compiuto degli sforzi per cercare di salvare la tigre della Cina meridionale attraverso la fondazione di speciali riserve naturali per le 10-30 tigri che si ritiene sopravvivano ancora in natura. Un censimento sul campo effettuato nel 1987 da scienziati cinesi ha registrato la presenza di poche tigri rimaste sui monti del Guangdong confinanti con l'Hunan e il Jiangxi, ed un altro studio del 1990 ha riscontrato la presenza di circa una dozzina di tigri in 11 riserve sui remoti monti delle province del Guangdong, dell'Hunan e del Fujian, in Cina meridionale. Non venne avvistata nessuna tigre. Gli unici avvistamenti erano quelli delle storie aneddotiche di vecchi cacciatori. Le poche tigri tenute in cattività in Cina fanno attualmente parte di uno studbook registrato allo scopo di salvare questa tigre, per evitare che diventi la quarta sottospecie di tigre ad estinguersi in tempi moderni. Uno studbook era già stato stabilito in passato e si pensava che questa popolazione in cattività fosse troppo piccola e priva di diversità genetica per qualsiasi programma di reintroduzione di successo, ma dopo la fondazione di un registro centrale sono state individuate negli zoo di tutta la Cina molte più tigri della Cina meridionale, fatto che rende possibile la speranza di una reintroduzione in natura della tigre della Cina meridionale.

## Progetto di reintroduzione in Sudafrica

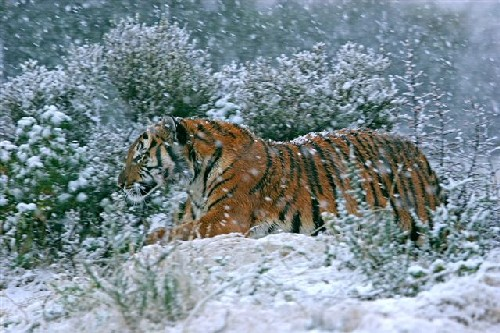
Una femmina di tigre della Cina meridionale del Save China's Tigers nella neve.

L'organizzazione Save China's Tigers sta lavorando insieme al Centro di Ricerche per la Natura dell'Amministrazione Forestale di Stato della Cina e al Progetto Sudafricano per le Tigri Cinesi per assicurare la reintroduzione in natura delle tigri cinesi. Questo accordo, siglato a Pechino il 26 novembre 2002, prevede la fondazione di un progetto di conservazione per le tigri cinesi attraverso la creazione di una riserva pilota in Cina dove verranno introdotti molti animali indigeni, tra cui la tigre della Cina meridionale. Un gran numero di cuccioli di tigre cinese verranno selezionati negli zoo della Cina ed inviati in una riserva di 300 chilometri quadrati nei pressi della città di Philippolis, in Sudafrica, dove verranno addestrati a cacciare da soli; in seguito, i cuccioli delle tigri addestrate verranno rilasciate nelle riserve pilota in Cina, mentre le tigri allevate rimarranno in Sudafrica per continuare a riprodursi. Nel Fujian, in Cina, è in corso anche un secondo progetto di riabilitazione della tigre cinese. Questo prevede la messa in libertà in una riserva pilota in Cina di tigri della Cina meridionale riabilitate con successo.  La Cina condurrà i lavori di sondaggio del territorio, restaurando l'habitat e le prede della riserva pilota. Si prevede che le prime tigri cinesi verranno reintrodotte in natura in coincidenza con i giochi olimpici di Pechino, nel 2008.

## Prove dell'esistenza in natura di tigri della Cina meridionale
Il 5 ottobre 2007, una tigre della Cina meridionale attaccò una vacca e poco prima, il 13 settembre, venne ritrovato il corpo ucciso e divorato da una tigre di un orso nero asiatico, entrambi nella contea di Zhenping.
L'11 ottobre 2007, le fotografie di una tigre scattate da Zhenglong Zhou, un abitante di un villaggio nei pressi della città di Ankang, nella provincia cinese dello Shaanxi, vennero inviate all'Ufficio Forestale della Provincia dello Shaanxi. Se queste fossero vere, si tratterebbe del primo avvistamento in natura di una tigre della Cina meridionale in questa provincia, per la precisione sui monti Qinba.
Comunque, è stato suscitato qualche dubbio riguardo all'autenticità di queste foto digitali. Un abitante di Panzhihua ha scoperto che il poster di una tigre sul muro di casa sua mostrava una tigre nella stessa posizione di quella delle foto di Zhou, compresi i dettagli delle strisce dell'animale. La produttrice del poster è stata identificata come la Compagnia di Confezioni e Poster Yi Wei Si della provincia dello Zhejiang, che aveva pubblicato l'immagine cinque anni prima. In una dichiarazione del 23 novembre 2007, l'Ufficio Forestale della Provincia dello Shaanxi ha sostenuto la «ferma convinzione» che in quella provincia esistano ancora delle tigri della Cina meridionale in libertà.